# Вежбно (станция метро)
«Ве́жбно» (пол. Wierzbno) (код станции — A-8) — станция Варшавского метрополитена. Находится в районе Вежбно дзельницы Мокотув. Расположена под аллеей Независимости, между улицами Нарушевича и Воронича.

## История
Построена в рамках строительства первой очереди Варшавского метрополитена в 1983—1995 годах. Первоначально предполагалось название «Воронича» (пол. Woronicza).
Нынешнее название присвоено решением Национального совета столичного города Варшавы 16 декабря 1983 года.
Открыта 7 апреля 1995 года в составе первого пускового участка Варшавского метрополитена «Кабаты» — «Политехника».

## Описание станции
Станция одноэтажная, купольная, без колонн. Имеется один перрон островного типа, длиной 120 метров и шириной 10 метров. Площадь станции составляет 10900 м², кубатура 49700 м³.
Станция покрашена в серо-золотистую раскраску. Лифты для инвалидов находятся с южной стороны станции, на пересечении ал. Независимости и ул. Воронича, с выходом в подземном переходе.
Станция, в случае необходимости, может служить убежищем гражданского населения. Для этого у каждого выхода со станции установлены дополнительные массивные стальные двери.
Первый поезд в направлении Млоцин отходит в 5:04, а последний в 0:23. В пятницу и субботу в 0:28.
Первый поезд в направлении Кабат отходит в 5:25, а последний в 0:35. В пятницу и субботу в 0:40.
Ночные поезда выходного дня в направлении Млоцин ходят с 0:28 до 2:43, а в направлении Кабат с 0:40 до 3:10.
Рядом со станцией метро расположен транспортный узел с 4 автобусными платформами. На него приходят автобусы номер 174, 218, 700 и ночной автобус N36.
Трамвайные остановки на улице Воронича — номера 18, 31.